# District de Pratapgarh (Uttar Pradesh)
Le district de Pratapgarh (en hindi : प्रतापगढ़ ज़िला, en ourdou : پرتاپ گڑھ ضلع) est l'un des districts de la division d'Allāhābād dans l'État de l'Uttar Pradesh en Inde.

## Description
Sa capitale est la ville de Pratapgarh.
La superficie est de 3 717 km2 et la population était en 2011 de 3 209 141 habitants.
Le taux d'alphabétisation est de 73,1%.